# Xyon Quinn
Daniel Sean Vidot (Brisbane, 8 febbraio 1990) è un wrestler ed ex rugbista a 13 australiano.
Durante la sua permanenza nella lega di rugby, ha precedentemente giocato come ala nella NRL per i Canberra Raiders, i St. George Illawarra Dragons, i Brisbane Broncos e i Gold Coast Titans. Ha anche giocato per i Salford Red Devils nella Super League e ha rappresentato Samoa a livello internazionale.

## Carriera nel wrestling

### WWE (2018–2024)

#### NXT(2018–2023)
Nel maggio del 2018 firmò con la WWE, venendo poi mandato al Performance Center per allenarsi.
Il 24 aprile 2020 fece la sua prima apparizione con il suo vero nome durante una puntata di SmackDown in cui venne sconfitto senza problemi da Sheamus. Successivamente, il 20 ottobre, assunse il ring name "Xyon Quinn". Il 16 luglio 2021, in un dark match, Quinn e Odyssey Jones persero contro Austin Theory e Harry Smith.
Debuttò poi a NXT 2.0 il 24 agosto sconfiggendo inaspettatamente Boa. In seguito intraprese una faida con Santos Escobar e la sua stable, il Legado del Fantasma, dove Quinn tuttavia ne uscì sconfitto contro Escobar nelle puntate di NXT 2.0 del 7 dicembre e del 25 febbraio a causa della distrazione di Elektra Lopez (assistita di Escobar). Successivamente ebbe a che fare anche con Draco Anthony nella sua faida contro Joe Gacy e Harland da cui poi ne scaturì un match tra Anthony e Quinn (dopo che il primo rifiutò il supporto del secondo) il 12 aprile a NXT 2.0 in cui quest'ultimo prevalse. Nella puntata di NXT 2.0 del 10 maggio effettuò un turn heel dopo aver confrontato Nathan Frazer e Wes Lee, da cui ne scaturì una faida con quest'ultimo dove tuttavia venne sconfitto due volte e trionfandone una. Nella puntata di NXT del 28 marzo prese parte ad una Battle Royal con in palio un posto per il match per l'NXT North American Championship a NXT Stand & Deliver ma venne eliminato.

#### Free-agent (2023–2024)
Il 1º maggio, per effetto del Draft, divenne un free-agent. Fece la sua prima apparizione a Raw nella puntata del 15 maggio partecipando ad una battle royal per determinare il nuovo sfidante di Gunther per l'Intercontinental Championship ma venne eliminato dai Viking Raiders. Tornò il 1º marzo 2024, a SmackDown, dove venne sconfitto in sette secondi da Bron Breakker.

## Personaggio

### Mosse finali
- Delayed vertical suplex powerslam
- Running forearm
- Swinging Samoan Drop

### Soprannomi
- "The Samoan Ghost"

### Musiche d'ingresso
- Soul Crusher dei def rebel (WWE; 2020–2021)
- Run dei def rebel (WWE; 2021–2024)